# Броварське маршрутне таксі
Броварське́ маршру́тне таксі́ — система пасажирських перевезень маршрутними таксі у місті Бровари, а також сполучення Броварів із Києвом та деякими селами Броварського району.

## Загальні дані
Станом на 2010 рік пасажиропотік броварських «маршруток» становить 18 000 людей на день.

## Маршрути
Станом на 2024 рік діють 4 внутрішньоміських, 12 нетранзитних приміських автобусних маршрутів, що сполучають із Києвом, та 4 приміських внутрішньорайонних маршрутів.

### Внутрішньоброварські
| Номер маршруту | Період дії | Маршрут | Зупинки | Перевізники        | Примітки    |
| -------------- | ---------- | --- | ------- | ------------------ | ----------- |
| № 2            |            | Асфальтний завод — Поліклініка — Газорозподільча станція: Асфальтний завод — вул. Олега Онікієнка — вул. Броварської сотні — вул. Олімпійська — вул. Сергія Москаленка — вул. Олега Онікієнка — Броварський міст — вул. Героїв України — вул. Київська — вул. Шевченка — Поліклініка — Газорозподільча станція. |         | ФОП Пилипчук В. Г. |             |
| № 3            |            | Поліклініка — Залізничний вокзал: Поліклініка — вул. Шевченка — вул. Київська — вул. Героїв України — бульв. Незалежності — вул. Чорних Запорожців — вул. Київська — вул. Симона Петлюри — Залізничний вокзал. |         | Фоп Мохонько В. В. |             |
| № 5            |            | Асфальтний завод — Завод поршкової металургії: Асфальтний завод — вул. Олега Онікієнка — вул. Броварської сотні — вул. Олімпійська — вул. Сергія Москаленка — вул. Вокзальна — вул. Гасин Ольги — вул. Олега Онікієнка — Броварський міст — вул. Героїв України — бульв. Незалежності — Завод порошкової металургії — бульв. Незалежності — вул. Петлюри Симона — вул. Київська — вул. Чорних Запорожців — вул. Лагунової Марії — вул. Героїв України — вул. Олега Онікієнка — вул. Москаленка Сергія — вул. Олімпійська — вул. Броварської сотні — вул. Олега Онікієнка — Асфальтний завод                    |         | ТОВ «Автопас-К»    |             |
| № 9            |            | Залізничний вокзал — Поліклініка: Залізничний вокзал — вул. Петлюри Симона — вул. Київська — вул. Чорних Запорожців — бульв. Незалежності — вул. Героїв України — вул. Героїв Небесної Сотні — вул. Грушевського — вул. Ярослава Мудрого — вул. Гоголя — вул. Київська — вул. Шевченка — Поліклініка Зворотній напрямок: Поліклініка — вул. Шевченка — вул. Київська — вул. Героїв України — бульв. Незалежності — вул. Чорних Запорожців — вул. Київська — вул. Симона Петлюри — Залізничний вокзал. |         | ФОП Мохонько В. В. |             |
| № 10           |            | Геологорозвідка — Залізничний вокзал: Геологорозвідка → вул. Олександра Білана → вул. Відродження → вул. Київська → вул. Шевченка → Поліклініка → вул. Шевченка → вул. Київська → вул. Героїв України → бульв. Незалежності → вул. Чорних Запорожців → вул. Київська → вул. Петлюри Симона → Залізничний вокзал. Зворотній напрямок: Залізничний вокзал → вул. Петлюри Симона→ вул. Київська → вул. Чорних Запорожців → бульв. Незалежності → вул. Героїв України → вул. Київська → вул. Шевченка → Поліклініка → вул. Шевченка → вул. Київська → вул. Відродження → вул. Олександра Білана → Геологорозвідка. |         | ФОП Мохонько В. В. |             |
| Скасовані:     |            | |         |                    |             |
| № 1            |            | Броварська центральна районна лікарня (БЦРЛ) — Поліклініка (стара): БЦРЛ — вул. Шевченка — вул. Київська — вул. Героїв України — бульв. Незалежності — вул. Петлюри Симона — Залізничний вокзал — вул. Петлюри Симона — бульв. Незалежності — Стара поліклініка. |         |                    |             |
| № 1-К          |            | Броварська центральна районна лікарня (БЦРЛ) — Поліклініка (стара): БЦРЛ — вул. Шевченка — вул. Київська — вул. Героїв України — бульв. Незалежності — Стара поліклініка. |         |                    | Комунальний |
| № 2к           |            | Броварська центральна районна лікарня (БЦРЛ) — вул. Броварської сотні: БЦРЛ — вул. Шевченка — вул. Київська — вул. Героїв України — Броварський міст — вул. Олега Онікієнка — вул. Сергія Москаленка — вул. Олімпійська — вул. Броварської сотні. |         |                    |             |
| № 4            |            | |         |                    |             |

### Сполучення з Києвом
| Номер маршруту     | Період дії | Маршрут | Зупинки | Перевізники | Примітки |
| ------------------ | ---------- | --- | ------- | ----------- | -------- |
| № 701, 706         |            | Київ (ст. м. «Лісова») — Бровари (вул. Броварської сотні): ст. м. «Лісова» — Броварський просп. — вул. Київська — вул. Ярослава Мудрого — Броварський міст — вул. Олега Онікієнка — вул. Сергія Москаленка — вул. Володимира Великого — вул. Броварської сотні. |         |             |          |
| № 702              |            | Київ (ст. м. «Лісова») — Бровари (Завод порошкової металургії): ст. м. «Лісова» — Броварський просп. — вул. Київська — вул. Чорних Запорожців — бульв. Незалежності — Завод порошкової металургії.                                                              |         |             |          |
| № 704, 714         |            | Київ (ст. м. «Лісова») — Бровари (Залізничний вокзал): ст. м. «Лісова» — Броварський просп. — вул. Київська — вул. Героїв України — бульв. Незалежності — вул. Симона Петлюри — Залізничний вокзал.                                                             |         |             |          |
| № 779, 780         |            | Київ (ст. м. «Лісова») — Бровари (Алюмінієвий завод): ст. м. «Лісова» — Броварський просп. — вул. Київська — вул. Героїв України — бульв. Незалежності — Алюмінієвий завод (на межі Броварів та села Перемога).                                                 |         |             |          |
| № 781              |            | Київ (ст. м. «Лісова») — Бровари («Університет»): ст. м. «Лісова» — Броварський просп. — вул. Київська — вул. Героїв України — бульв. Незалежності — вул. Щолківська — вул. Залізнична — «Університет».                                                         |         |             |          |
| № 782, 785 (403-А) |            | Київ (ст. м. «Лісова») — Бровари (вул. Шолом-Алейхема): ст. м. «Лісова» — Броварський просп. — вул. Київська — вул. Героїв України — вул. Героїв Небесної Сотні — вул. Грушевського.                                                                            |         |             |          |
| № 783              |            | Київ (ст. м. «Лісова») — Бровари (Залізничний вокзал): ст. м. «Лісова» — Броварський просп. — вул. Київська — вул. Симона Петлюри — Залізничний вокзал |         |             |          |
| № 810              |            | Київ (ст. м. «Лісова») — Бровари (Броварська центральна районна лікарня (БЦРЛ)): ст. м. «Лісова» — Броварський просп. — вул. Київська — вул. Чорновола — вул. Симоненка — вул. Шевченка — БЦРЛ.                                                                 |         |             |          |
| Скасовані:         |            | |         |             |          |
| № 784 (411)        |            | Київ (ст. м. «Лісова») — Бровари (Об'їзна дорога): ст. м. «Лісова» — Броварський просп. — вул. Київська — вул. Героїв України — Броварський міст — вул. Олега Онікієнка — вул. Сергія Москаленка — вул. Володимира Великого — вул. Броварської сотні.           |         |             |          |
| № 786              |            | Київ (ст. м. «Лісова») — Бровари (вул. Шолом-Алейхема): ст. м. «Лісова» — Броварський просп. — вул. Київська — вул. Ярослава Мудрого — вул. Грушевського |         |             |          |

### Сполучення з селами району
| Номер маршруту | Період дії | Маршрут | Зупинки | Перевізники                    | Примітки                                    |
| -------------- | ---------- | --- | ------- | ------------------------------ | ------------------------------------------- |
| № 6            |            | Бровари — Требухів: Требухів — Бровари (Залізничний вокзал) |         |                                | Офіційно ніде не значиться, фактично існує. |
| № 12           |            | Бровари — Літочки: Літочки — Соболівка — Літки — Сади «Трудовик» — Рожни — Сади «Прилісся» — Сади «Академічні» — Скибин — Калинівка — Бровари (Порошинка) — Бровари (Броварська ЦРЛ). |         | ТОВ «ПасБРайТ»                 |                                             |
| № 14           |            | Бровари — Бобрик: Бобрик (зал.ст.) — Шевченкове — Михайлівка — Гребельки — Світильня — Плоске — Гоголів — Красилівка — Квітневе — Бровари (Броварська ЦРЛ).                           |         | ТОВ «Союз-Авто»                |                                             |
| № 15           |            | Бровари — Велика Димерка: Велика Димерка — Скибин — Калинівка — Бровари (школа № 5) — Бровари (Порошинка) — Бровари (Броварська ЦРЛ).                                                 |         | ФОП Пономаренко Іван Петрович  |                                             |
| № 16           |            | Бровари — Красилівка: Красилівка — Требухів — Бровари (Торгмаш) — Бровари (Броварська ЦРЛ).                                                                                           |         | ТОВ «Союз-Авто»                |                                             |
| № 17           |            | Бровари — Княжичі: Вул. Переяславський шлях — Княжичі. |         | ФОП Хоменко Сергій Миколайович |                                             |

## Зупинки громадського транспорту
Пекарня (Бровари) → Старий центр (Бровари) → парк ім.Тараса Шевченка (Бровари)→ Школа-інтернат (Бровари)→ Радіостанція(Бровари)→ Порошинка(Бровари)→ Варус(Бровари)→ Аптека (Бровари)→ Прометей(Бровари)→ Незалежності(Бровари)→ Короленка (Бровари) → Черняховського (Бровари)→ Трикотажна Фабрика(Бровари)→ Вокзал (Бровари)

## Нумерація маршрутів
На старих броварських маршрутах сполучення «Київ — Бровари» зазначено по два номери. Така ситуація виникла після реформи, покликаної створити спільну нумерацію маршрутного таксі Києва та деяких маршрутних таксі Київської області. Нові номери (№ 702, 704, 780, 781, 782, 783, 784), хоч і існують офіційно, не прижилися. Пасажири, водії, кондуктори використовують стару нумерацію (№ 327, 330, 332, 402, 403, 403-А, 404, 411).

## Оплата за проїзд

### Спосіб оплати
Пасажири здійснюють оплату при вході у маршрутку водію або кондуктору. На кінцевій зупинці "ст. м. «Лісова» маршрутів «Київ — Бровари» за наявності кондуктора оплата здійснюється зазвичай після початку руху маршрутки, але до в'їзду у Бровари. Зрідка, за наявності кондуктора, подібний спосіб оплати здійснюється на кінцевих зупинках у Броварах.

### Вартість проїзду
Станом на вересень 2025 року вартість проїзду в усіх маршрутках в межах міста Бровари — 12,00 грн. Проїзд «Київ (ст. м. „Лісова“) — Бровари (крім зупинки „Автошкола“)» коштує 35,00 грн., окрім маршрутом № 810 (30,00 грн.).
Вартість проїзду від Києва (ст. м. «Лісова») до зупинки «Автошкола» включно станом на липень 2025 року становить 30,00 грн.
У минулому вартість проїзду становила:
- для сполучення «Київ — Бровари» (від Києва до Броварів далі зупинки «Автошкола»)[8]: …1,00, 1,50, 2,00, 3,00, 3,50, 3,75, 4,00, 4,50, 5,00[9], 5,50[10][11], 6,00[12], 6,50[13], 7,50[14], 8,00[15][джерело?] грн.;
- для маршруту № 810 «Київ — Бровари» вартість проїзду становила на 0,50 грн. менше, ніж на інших маршрутках напрямку «Київ — Бровари»; із 1 липня 2015 року вартість проїзду знизили на 0,50 грн, з того часу вона ставновить 7,00 грн.;[7]
- для внутрішньоброварського сполучення[8]: …0,60, 0,75, 1,25, 1,75, 2,50[16], 3,00[14] грн.

Станом на листопад 2018 року вартість проїзду в усіх маршрутках в межах міста Бровари — 5,50 грн. Проїзд «Київ (ст. м. „Лісова“) — Бровари (крім зупинки „Автошкола“)» коштує 9,00-10,00 грн., окрім маршрутом № 810 (10,00 грн.).

## Перспективи розвитку
За інформацією депутата Броварської міської ради Володимира Оксютенка, пряме сполучення маршрутними таксі Пекарні з Києвом автоперевізники відкидають, бо, за їхніми словами, воно економічно невигідне.

## Перевізники
Перелік фірм, що надають послуги з автоперевезень маршрутними таксі Броварів.
| Назва організації   | Обслуговує маршрути | Контактна інформація                    | Примітки |
| ------------------- | ------------------- | --------------------------------------- | -------- |
| ВАТ «Трансметал»    |                     | Адреса: вул. Металургів, 4.             |          |
| Автобаза № 1        |                     | Адреса: ?                               |          |
| Автобаза № 2        |                     | Адреса: вул. Щолковська, 1.             |          |
| АТП Райспоживспілки |                     | Адреса: вул. Богунського, 12.           |          |
| АТП-1063            |                     | Адреса: вул. Щолковська.                |          |
| АТП-13209           |                     | Адреса: вул. Металургів, 22.            |          |
| АТП-13262           |                     | Адреса: бульв. Незалежності, 18.        |          |
| ТОВ «Нкра»          |                     | Адреса: вул. Степана Бандери, 28.       |          |
| СП Броварська ПМК   |                     | Адреса: вул. Сергія Москаленка, 16.     |          |
| ТОВ «Бриз»          |                     | Адреса: вул. Олега Онікієнка, 8-А       |          |
| ТОВ «Квінта»        |                     | Адреса: бульв. Незалежності, 14, к. 55. |          |
| ТОВ «Гонта»         |                     | Адреса: вул. Дмитра Янченка, 2-Г.       |          |
| ТОВ «Ресурс Лтд»    |                     | Адреса: вул. Богунського, 19.           |          |

## Рухомий склад

### Поточний
На 2017 рік рухомий склад налічує 381 автобус:
| Фото | Марка авто             | Країна-виробник | Використання | Кількість | Використовується |
| ---- | ---------------------- | --------------- | ------------ | --------- | ---------------- |
|      | Богдан А091            | Україна         |              | 42        | 2003 — сьогодні  |
|      | Богдан А092            | Україна         |              | 57        | 2004 — сьогодні  |
|      | ЗАЗ А07А І-Ван         | Україна         |              | 27        | 2012 — сьогодні  |
|      | Рута 25                | Україна         |              | 21        | 2011 — сьогодні  |
|      | Рута 20                | Україна         |              | 15        | 2014 — сьогодні  |
|      | Рута СПВ А048          | Україна         |              | 5         | 2011 — сьогодні  |
|      | БАЗ-А079               | Україна         |              | 54        | 2005 — сьогодні  |
|      | ЛАЗ-5207               | Україна         |              | 1         | 2008 — сьогодні  |
|      | ZAZ A10C30             | Україна         |              | 2         | 2014 — сьогодні  |
|      | Ataman А093H6          | Україна         |              | 2         | 2015 — сьогодні  |
|      | Ataman А092H6          | Україна         |              | 4         | 2017 — сьогодні  |
|      | Ataman А093            | Україна         |              | 6         | 2015 — сьогодні  |
|      | Ataman А092            | Україна         |              | 2         | 2012 — сьогодні  |
|      | Volkswagen LT35        | Німеччина       |              | 1         |                  |
|      | Volkswagen LT46        | Німеччина       |              | 1         | 2011 — сьогодні  |
|      | Mercedes-Benz T1       | Німеччина       |              | 1         |                  |
|      | Mercedes-Benz T2       | Німеччина       |              | 3         | 2014 — сьогодні  |
|      | Mercedes-Benz Sprinter | Німеччина       |              | 7         |                  |
|      | DAB Citybus (15-1200C) | Данія           |              | 1         |                  |
|      | Jonckheere             | Бельгія         |              | 1         |                  |
|      | YouYi ZGT6831DH        | Китай           |              | 1         | 2008 — сьогодні  |
|      | ГАЗ-3221               | Росія           |              | 1         |                  |

### Колишній
| Фото | Марка авто       | Країна-виробник | Використання | Кілкьість | Використовувався |
| ---- | ---------------- | --------------- | ------------ | --------- | ---------------- |
|      | ЛіАЗ-677М        | СРСР            |              | 6         | 1987 — 2004      |
|      | Ikarus 260       | Угорщина        |              | 8         | 1987 — 2004      |
|      | ЛіАЗ-5256        | СРСР            |              | 8         | 1990 — 2004      |
|      | КАвЗ-3270        | СРСР            |              | 1         | 1990 — 2000      |
|      | Ikarus 256       | Угорщина        |              | 8         | 1990 — 2004      |
|      | ЛАЗ-695Н         | СРСР            |              | 2         | 1991 — 2004      |
|      | ЗіЛ-3250.10      | Росія           |              | 7         | 1999 — 2004      |
|      | Ikarus 280       | Угорщина        |              | 2         | 1999 — 2006      |
|      | IVECO TurboDaily | Італія          |              | 7         | 1999 — 2014      |
|      | ПАЗ-4230         | Росія           |              | 3         | 2003 — 2007      |
|      | ЛАЗ-5261         | Україна         |              | 1         | 2003 — 2008      |
|      | БАЗ 2215 Дельфін | Україна         |              | 4         | 2004 — 2011      |
|      | ПАЗ-3205         | Росія           |              | 1         | 2005             |
|      | ПАЗ-4234         | Росія           |              | 1         | 2005             |
|      | Богдан А144      | Україна         |              | 1         | 2006 — 2014      |
|      | БАЗ-А148         | Україна         |              | 1         | 2008 — 2016      |
|      | ЛАЗ A183         | Україна         |              | 1         | 2012 — 2016      |

## Скандали
У жовтні 2012 року, під час парламентської виборчої кампанії, на броварських маршрутних таксі була незаконно розміщена агатіція за кандидатів у народні депутати Сергія Федоренка та Дмитра Ратнікова.
15 та 18 травня 2013 року автобуси Броварського маршрутного таксі було використано для доправлення працівників бюджетної сфери, чиновників міста Бровари, очільників та членів Партії регіонів на так звані відповідно «Антифашистський мітинг» в Українці та «Антифашистський марш» у Києві. Водії та пасажири останньої події зізналися, що здійснюють поїздку за розпорядженнями своїх начальств, не з власної волі.
У листопаді—грудні 2014 року місцеві журналісти виявили низку порушень і інших фактів щодо броварського маршрутного таксі: водії ігнорують зупинки (особливо «Автошкола», «Вітерець», «Промзона», «Стадіон» — автобуси № 402, 327, 330), зупиняються на пішохідних переходах (перед «Варусом» і не лише), підбирають пасажирів не на зупинках, грубіянять і відмовляють пільговикам у перевезенні, під час руху курять, говорять по телефону або зі знайомими пасажирами і не видають квитків.